# Nguyên Giang, Ích Dương
Nguyên Giang (chữ Hán giản thể: 沅江市) là một thành phố cấp huyện thuộc địa cấp thị Ích Dương tỉnh Hồ Nam Cộng hòa Nhân dân Trung Hoa. Thành phố này có địa hình chủ yếu là bình nguyên, tổng diện tích 2136 ki-lô-mét vuông, dân số năm 2002 là 740.000 người. Mã số bưu chính là 413100, mã vùng điện thoại là 0737. Chính quyền thành phố đóng ở. Về mặt hành chính, thành phố này được chia thành 5 nhai đạo, 11 trấn, 10 hương.
- Nhai đạo biện sự xứ: Khánh Vân Sơn, Sơn Hạng Khẩu, Lăng Vân Tháp, Đoàn Sơn, Mã Công Phố.
- Trấn: Tam Nhãn Đường, Tân Loan, Nam Chủy, Thảo Vĩ, Dương La Châu, Tứ Quý Hồng, Hoàng Mao Châu, Nam Đại Thiện, Cộng Hoa, Tứ Hồ Sơn, Trà Bồn Châu.